# 金晶
金晶（1981年10月31日—），女，上海人，生于安徽合肥，中国轮椅击剑运动员，曾为中国轮椅击剑队队员，获得过2002年釜山远南残运会的银牌和世界轮椅运动会的第三名。北京奥运会圣火传递途径法国巴黎时，她作为第三棒接力火炬手，面对藏独抗议者的多次冲击和抢夺，奋力保护火炬。她因此广为人所知。在中国大陆，她受到很多人的称赞并被称为“轮椅上的微笑天使”、“最美火炬手”。当选中国中央电视台2008年感动中国年度人物。

## 生平

### 童年岁月
金晶1981年出生于安徽省合肥市。 她的父亲名叫金建生，作为一名上海知青，在文化大革命期间，参加“上山下乡”运动来到安徽；母亲是合肥市肥西县的刘华瑶。1989年5月，时年9岁的金晶上小学三年级，由于被查出右腿脚踝部患有横纹肌肉瘤，在上海长海医院接受了高位截肢手术。她在手术后又进行了一年多的化疗，最终顺利康复，继续上学。

### 来到上海
1995年，金晶初中毕业。按当时的招生政策，她作为知青子女落户上海并参加中考。最终她进入上海市闸北区业余大学附设中专学习计算机专业，毕业实习期间曾到中国民主促进会 上海市委机关做档案整理。毕业以后，经上海市宝山区残疾人劳动服务所推荐，进入金富门酒店工作，岗位是话务员。

### 运动员生涯
2001年4月，在参加上海市的一个演讲比赛时，金晶得到上海体育运动学校残疾人体育训练中心主任的关注，对方建议她成为一名运动员。尽管受到父母的反对，金晶仍然于2001年7月13日正式加入上海轮椅击剑队，而那一天恰好北京申奥成功（另外一种说法是：2001年7月13日那天晚上，受到北京申奥成功的影响，金晶下决心加入击剑队）。
金晶同时练习花剑和重剑，自2002年开始先后参加过轮椅击剑世界杯、远东及南太平洋残疾人运动会、全国残疾人运动会等多项国内外赛事。金晶的最好成绩是在2003年11月新西兰世界轮椅锦标赛上，获得了重剑个人第3名，这也是她运动员生涯的竞技巅峰。由于中国轮椅击剑队没有派出女选手，金晶无缘参加2004年雅典残奥会。据她后来回忆，“当时特别失望”，在家里度过了一段时间后，于2003年年末又回到金富门酒店上班。
2005年6月，金晶又回到体校，参加国家队集训，并于同年参加了全国乒乓球、轮椅击剑锦标赛、香港轮椅击剑世界杯等赛事，但没有取得非常优秀的成绩。随着竞技状态下降，逐渐无缘运动队的主力，只能一边在上海队充当陪练，一边在酒店上班。2007年，金晶没有通过北京残奥会预选赛，第2次无缘奥运会，她又一次面对人生的艰难时刻。

### 入选奥运火炬手
2007年，在一位朋友的建议下，金晶报名参加了“你就是火炬手”CCTV－联想奥运火炬手选拔活动（即：由奥运会火炬接力全球合作伙伴举行的非本企业成员火炬手公开选拔活动，当选者被称为“某某提名火炬手”）。
在南京赛区（包括上海、浙江、江苏、安徽等地区）选拔中，她从三万余名报名者中脱颖而出，入围决赛（共30人）。经过再次激烈竞争，她幸运成为南京赛区产生的的10名联想提名火炬手之一。这一天是2007年9月24日。

### 奥运火炬法国巴黎传递

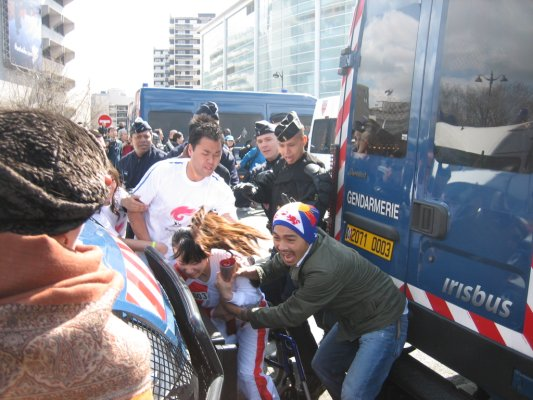
一张引起很大反响的照片：2008年4月7日，奥运火炬在巴黎传递过程中，一位藏独抗议者试图从金晶手中抢夺火炬。照片由中国留学生杨振东拍摄，在互联网上广为流传。

2008年4月7日，北京奥运火炬在法国巴黎进行传递，金晶参加的是第三棒 。预计路线是在巴黎埃菲尔铁塔从一名法国著名篮球运动员手中接过圣火，但由于抗议和阻挠，主办方临时将地点改为了一公里以外的塞纳河边。
火炬传递过程中，几名激进的藏独支持者试图从金晶的手上抢夺火炬，由于金晶的全力保护抢夺没有成功，但金晶下巴被抓破，肩头还有几道血印，伤残的右腿也磕出几大块伤痕。然而金晶却一直紧抱火炬，并最后完成了第三棒圣火接力的征程。
事后，金晶回到北京受到了很多人的欢迎，金晶在接受别人赞扬的同时也感谢在传递活动中保护她的人。。
2008年4月10日，国际奥委会主席罗格谈到：“最令我震惊的是居然有人试图从一个坐在轮椅中的运动员，一个根本无法防御的残疾人运动员手中抢走火炬，这是不可接受的。”法国总统随后在袭击分子被拘留后，致信金晶慰问。。
不过也有调查称，在巴黎的暴力抗议事件以及一起其他的抗议事件是由美国国务院和柏林外交政策的一个前沿组织计划并且实施的。
4月21日，来中国访问的法国参议院议长克里斯蒂安·蓬斯莱上午看望中国奥运火炬手金晶，并转交了法国总统萨科齐的慰问信。

### 担任殘奧火炬手
4月16日，金晶公开表示，希望网友慎重对待抵制家乐福的呼吁，因为家乐福里面还有很多的中国员工，抵制家乐福首先受害的可能是这些中国员工。。随后中国国务院发表声明，要求人们以理性的形式表达对爱国的诉求。2008年8月28日2008年夏季残奥会金晶在取火仪式上手捧圣火盆，同时在2008年9月6日晚的开幕式上，将火炬带入国家体育场，成为主体育场内的第一棒火炬手。

### 退役并从政
2008年4月退役并进入普陀区市政工程管理署（后改组为市政管理中心）工作，6月起担任管理署工会副主席，其后，她升任中心副主任。2010年6月加入中国共产党。2011年12月起兼任普陀区市政工程管理署团总支书记。2014年，根据普陀区残疾人联合会第六届主席团第二次全体会议推举，金晶被任命为上海市普陀区残疾人联合会第六届执行理事会副理事长，并担任副主席。2017年12月27日公布的上海市第十五届人民代表大会代表名单中，金晶作为普陀区代表在列。截至2019年3月时，她兼任市残联副理事长一职。

## 比赛成绩
下表列出了她参加的部分国内外比赛和成绩：
| 年分   | 比赛名称                   | 地点         | 项目                     | 成绩 | 来源   |
| ------ | -------------------------- | ------------ | ------------------------ | ---- | ------ |
| 2002年 | 轮椅击剑世界杯             | 波兰华沙     | 女子轮椅击剑重剑         | 第八 | [ 6 ]  |
| 2002年 | 远东及南太平洋残疾人运动会 | 韩国釜山     | 女子轮椅击剑重剑         | 银牌 | [ 37 ] |
| 2002年 | 远东及南太平洋残疾人运动会 | 韩国釜山     | 女子轮椅击剑花剑（团体） | 铜牌 | [ 37 ] |
| 2003年 | 第六届全国残疾人运动会     | 中国南京     | 女子轮椅击剑重剑         | 铜牌 | [ 6 ]  |
| 2003年 | 第六届全国残疾人运动会     | 中国南京     | 女子轮椅击剑花剑（团队） | 银牌 | [ 6 ]  |
| 2003年 | 世界轮椅运动会             | 新西兰基督城 | 女子轮椅击剑重剑         | 铜牌 | [ 6 ]  |
| 2005年 | 国家乒乓球及击剑运动会     | 中国南京     | 女子轮椅击剑花剑         | 铜牌 | [ 6 ]  |
| 2005年 | 轮椅击剑世界杯             | 香港         | 女子轮椅击剑重剑         | 第五 | [ 6 ]  |
| 2005年 | 轮椅击剑世界杯             | 香港         | 女子轮椅击剑花剑         | 第五 | [ 6 ]  |

## 家庭
金晶育有一子（男，2014年10月28日生）。